# Sexion d’Assaut
Sexion d'Assaut  — французская рэп-группа из Парижа. Состоит из восьми участников.

## История
Группа была основана в 2002 году как объединение рэперов. Первые выступления прошли во время традиционного праздника музыки во Франции. На раннем этапе музыканты торговали футболками, чтобы оплатить часы в студии звукозаписи. Постепенно группа становилась известной и укреплялась на парижской сцене.
В 2009 году группа выпускает свой первый уличный альбом L'Écrasement de tête. Музыканты становятся известными широкой публике во многом благодаря клипам, снятым на песни T'es bête ou quoi ? и Wati bon son. Проект становится не просто объединением, а полноценной рэп-группой.
29 марта 2010 года вышел первый студийный альбом группы под названием L'École des points vitaux, ставший бриллиантовым во Франции. Всего за неделю было продано 19 000 копий, а за весь год – 400 000. Название альбома – отсылка к манге Кулак Полярной звезды. На песни Casquette à l'envers, J'ai pas les loves, Wati by Night и Désolé были сняты клипы.
В этом же году группа привлекла к себе внимание скандальными высказываниями в журнале International Hip-Hop. Музыканты заявили что являются нетерпимыми к представителям сексуальных меньшинств. В прессе поднялся шум, организации по борьбе с дискриминацией ЛГБТ требовали снять группу с участия в церемонии вручения наград MTV Europe Music Awards и резко критиковали высказывания рэперов. Музыкантам пришлось принести публичные извинения.
5 марта 2012 года вышел альбом L'Apogée. В первый же день было продано 10 000 экземпляров. Этот диск также стал бриллиантовым, всего было продано 539 000 экземпляров. 22 мая 2012 года группа впервые выступила во дворце спорта Берси.
26 января 2013 группа получает две награды NRJ Music Awards в категориях «франкоязычная группа года» и «франкоязычная песня года» за композицию Avant qu'elle parte. В это же время начали распространяться слухи о возможном распаде группы. Участники стали выпускать сольные альбомы и сотрудничать с другими исполнителями, но информацию о распаде группы отрицали. Следующий альбом группы, Le Retour des Rois, готовится с 2017 года, но его выход постоянно откладывается из-за загруженных графиков музыкантов.

## Участники
Maître Gims. Родился 6 мая 1986 года в городе Киншаса, столице Демократической Республики Конго (в то время государство называлось Заир). Начал сочинять рэп вместе со своими друзьями детства JR O Chrome и Kanté.
Black Mesrimes, больше известный как Black M. Родился 27 декабря 1984 года в Париже в семье мигрантов из Гвинеи.
Barack Adama. Родился 21 декабря 1985 года в Париже. Его родители – выходцы из Сенегала и с Антильских островов. В школе подружился с  другим участником группы - Maska.
Lefa. Родился 28 ноября 1985 года в Париже. Его отец – музыкант из Сенегала.
Maska. Единственный белый участник группы. Родился 21 мая 1985 года в департаменте Лозер, во Франции.
Doomams. Родился 13 марта 1983 года в Конакри, столице Гвинеи.
JR O Crom. Родился 25 января 1985 года в Париже, в семье выходцев из Мали.
L.I.O Pétrodollars. Родился 23 марта 1985 года в Кот-д’Ивуаре.
У каждого участника много других псевдонимов. Также над проектом работают менеджер Jiba-Jiba, продюсер Dawala, диджей и битмейкер Wisla.

## Дискография

### Студийные альбомы
- 2010 : L'École des points vitaux
- 2012 : L'Apogée

### Концертные альбомы
- 2012 : Concert Live Bercy

### Переиздания
- 2012 : L'Apogée (réédition)

### Уличные альбомы
- 2008 : Le Renouveau (3e Prototype)
- 2009 : L'Écrasement de tête  no 36

### Микстейпы
- 2004 : La Maxi Dépouille (неофициальный)
- 2005 : La Terre du milieu (3e Prototype)
- 2009 : Les Chroniques du 75
- 2010 : Prélude Avant L'Album (неофициальный)
- 2011 : Les Chroniques du 75 Vol. 2  no 3  Platine